# Gaiyang, Yongtai
Gaiyang (kinesiska: 盖洋) är en socken i sydöstra Kina. Den ligger i Yongtai härad i provinshuvudstaden Fuzhou i provinsen Fujian, omkring 86 kilometer väster om centrala Fuzhou. Antalet invånare är 5 855. Befolkningen består av 2 720 kvinnor och 3 135 män. Barn under 15 år utgör 19,0 %, vuxna 15-64 år 70 %, och äldre över 65 år 9,0 %.